# ساوت وارنبورو
ساوت وارنبورو (به انگلیسی: South Warnborough) یک روستا و محله مدنی در بریتانیا است که در Hart واقع شده‌است.